# 塞爾維亞族
塞爾維亞族 （羅馬化：Srbi， 發音：[sr̩̂bi]；英語：Serb），簡稱塞族，習慣上亦稱為塞爾維亞人，是南斯拉夫人的一支。主要聚居在巴爾幹半島和中歐。塞爾維亞族是塞爾維亞的主要民族；蒙特內哥羅，波斯尼亚和赫塞哥維納的主要民族之一；也是克羅地亞、北馬其頓、斯洛維尼亞的主要少數民族之一。塞爾維亞族在羅馬尼亞、匈牙利、斯洛伐克、阿尔巴尼亚、斯洛文尼亚、奥地利具有官方承認的少數民族地位。

## 歷史

### 斯拉夫人遷入
早期斯拉夫人，特別是斯克拉維尼人（Sclaveni）與安特人（Antae），包括白塞爾維亞人，於6至7世紀間入侵並定居於東南歐地區。 直到560年代末期，他們的活動以掠奪為主，從多瑙河對岸進行跨越，儘管當時以拜占庭「foederati」（同盟殖民地）的形式有部分斯拉夫人定居。 到6世紀末與7世紀初，大規模的斯拉夫人定居徹底壓倒了多瑙河與薩瓦河防線。
今日的塞爾維亞中部當時是一個重要的戰略省分，軍事大道（Via Militaris）便穿越此地。 該地在5至6世紀頻繁遭受外族侵擾。 大量斯拉夫人與當地原住民（伊利里亞人、色雷斯人、達契亞人、羅馬人、凱爾特人）的後裔混居並逐漸融合。
來自白塞爾維亞的白塞爾維亞人最初抵達希臘塞爾維亞地區（今塞薩洛尼基附近），之後遷徙至第納里克山脈與亞得里亞海之間的地區定居。
「拉什卡地區」（Raška）是塞爾維亞人定居的核心地區，而塞爾維亞部落也拓展至今日的赫塞哥維納與蒙特內哥羅部分地區。
斯拉夫人抵達巴爾幹前，主要從事農業，因此他們傾向選擇在羅馬時期即已開墾的地區定居。

### 中世紀

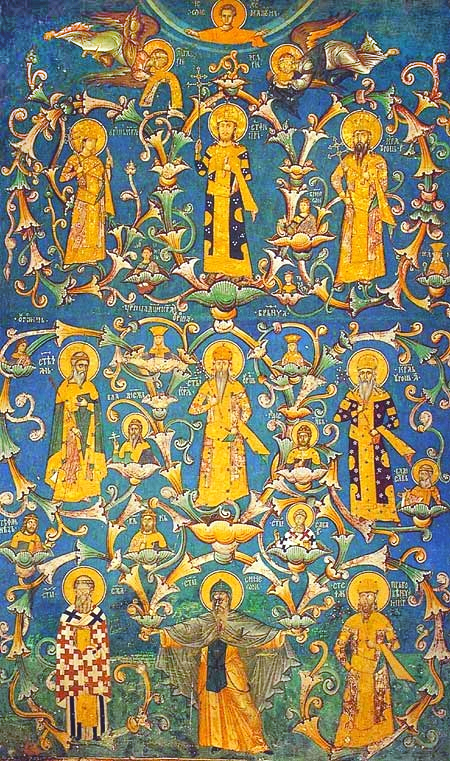
尼曼雅王朝成員，是中世紀塞爾維亞最重要的王朝

首批塞爾維亞人建立的國家為塞爾維亞（780–960年）與杜克利亞（825–1120年），主要由弗拉斯蒂米羅維奇王朝與沃伊斯拉夫列維奇王朝統治。 當時其他有塞爾維亞人居住的地區或公國包括帕加尼亞、扎胡姆列與特拉武尼亞。
隨著11世紀末杜克利亞塞爾維亞政權的衰退，拉什卡自其分離，並取而代之成為最強大的塞爾維亞國家。 親王斯特凡·尼曼雅（1169–1196年在位）征服了科索沃、杜克利亞與扎胡姆列等鄰近地區。尼曼雅王朝統治塞爾維亞直至14世紀。尼曼雅的長子加冕者斯特凡成為塞爾維亞首位獲得承認的國王，而其次子拉斯科於1219年創建塞爾維亞正教會，死後被尊稱為聖薩瓦。 今蒙特內哥羅、波士尼亞與赫塞哥維納以及塞爾維亞中部的部分地區皆歸尼曼雅王朝所控制。
接下來的140年間，塞爾維亞由諸多小公國逐步擴張至統一的塞爾維亞帝國。儘管其政治上意圖挑戰拜占庭，但其文化模式仍維持拜占庭式。中世紀塞爾維亞的國力與影響力在斯特凡·杜桑（1331–1355年在位）時期達到頂峰。他於1346年加冕為皇帝，其統治疆域包括馬其頓地區、希臘北部、蒙特內哥羅以及幾乎整個現代阿爾巴尼亞。 杜桑死後，其子斯特凡·烏羅什五世繼位為皇帝。
自1350年代起，土耳其人開始征服巴爾幹，引發與塞爾維亞的重大衝突，首次重要戰役為1371年的馬里查河戰役， 塞軍在此戰中遭遇慘敗。 該戰役導致兩位塞族重要領袖戰死，同年斯特凡·烏羅什亦逝世，塞爾維亞帝國遂分裂為數個封建領主統治的小政權。 此時巴爾謝維奇家族掌控澤塔，布蘭科維奇家族統治拉什卡、科索沃與馬其頓北部，而拉扎爾·赫雷貝利亞諾維奇則掌握今日的塞爾維亞中部與部分科索沃地區。 拉扎爾因與尼曼雅王朝成員通婚而被視為塞族的名義領袖。
1389年，塞爾維亞軍隊在科索沃戰役中與鄂圖曼帝國交戰，戰場位於普里什蒂納附近的科索沃平原。 戰鬥中拉扎爾與蘇丹穆拉德一世皆戰死。 該戰役極可能以僵局收場，隨後塞爾維亞專制國在斯特凡·拉扎列維奇統治下短暫繁榮，並持續抵抗鄂圖曼，直至1459年淪陷。

### 近代早期
1459年塞尔维亚被土耳其人占领后，长期遭受外国的统治，许多塞尔维亚人移居奥匈帝国伏伊伏丁那地區。
1804年爆發了第一次塞爾維亞独立運動，1815年第二次起义后，塞尔维亚获得了自治权；1877-1878年俄土战争后获得独立，加速了塞尔维亚民族的聚合过程。在1912-1913年巴尔干战争中，塞尔维亚是战胜国之一，并从土耳其的统治下获得独立。1914年奥匈帝国以萨拉热窝事件为借口向塞尔维亚发动进攻，开始了第一次世界大战。

### 現代
1918年奥匈帝国崩溃，塞尔维亚人和其他南部斯拉夫人联合成立了统一的国家，即塞尔维亚-克罗地亚-斯洛文尼亚王国（1929年改称南斯拉夫王国）。奥匈帝国崩溃后，伏伊伏丁那同塞尔维亚统一。1941年4月法西斯德国入侵，同年7月，南斯拉夫共产党举行武装起义。1945年11月建立南斯拉夫聯邦塞爾維亞共和国，同时塞尔维亚人民议会确认伏伊伏丁那和科索沃实行自治。
南斯拉夫在1990年代初期解體。1992年塞爾維亞和黑山兩國，重組成立南斯拉夫聯盟共和國（南聯）。1999年，塞爾維亞共和國在科索沃戰爭中遭到北約的轟炸。2003年，南斯拉夫聯盟共和國將國名改為塞爾維亞和黑山。2006年5月21日，黑山透過公民投票決定正式獨立，6月5日塞爾維亞亦宣佈獨立並且成為塞蒙聯邦的法定繼承國。2007年1月21日，塞爾維亞共和國舉行獨立後的首次議會選舉。

## 分布

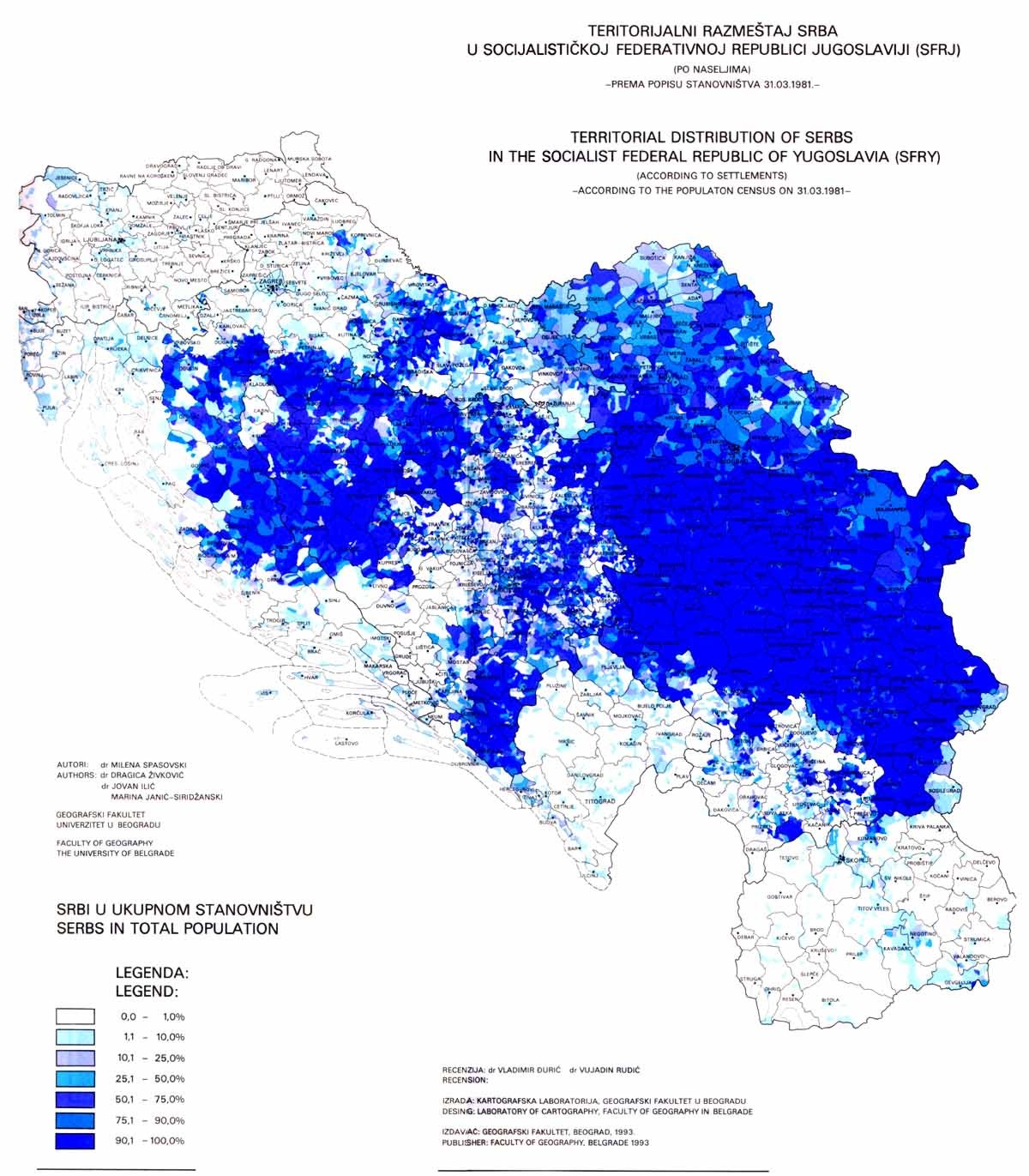
1981年南斯拉夫塞尔维亚族分布

大部分塞尔维亚族居住在前南斯拉夫的边界内。在塞尔维亚本土，塞尔维亚族占人口约90％，在伏伊伏丁那，塞尔维亚族占人口的63％。在波斯尼亚和黑塞哥维那，塞尔维亚族分别占塞族共和国和布尔奇科特区人口的88％和43％。在黑山，塞尔维亚族是第二大民族，占总人口约29％。

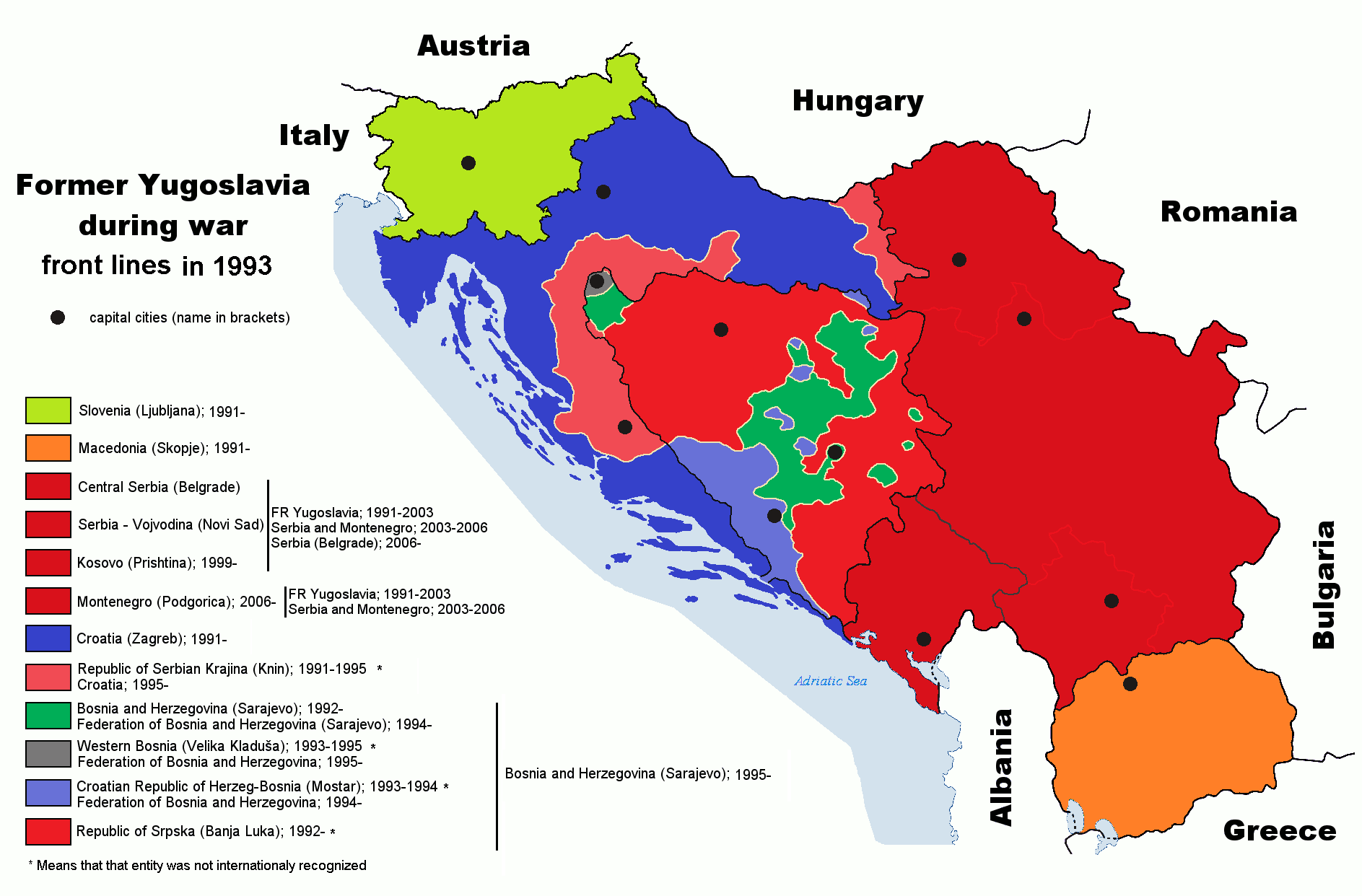
南斯拉夫戰爭期間南斯拉夫境內由塞爾維亞人控制的地區

現代塞爾維亞族群在其本土與傳統居住地區，以及海外僑民社群中的分布，是多種歷史與人口變遷過程的結果，受經濟移民與1990年代南斯拉夫戰爭（1991–1999）期間的強迫遷徙等因素所影響。

### 巴爾幹
根據塞爾維亞、克羅埃西亞與蒙特內哥羅最新的人口普查，共有近700萬名塞爾維亞人生活於本土，即前南斯拉夫地理範圍內。僅在塞爾維亞境內，就有約550萬人自認為是塞爾維亞族，占全國人口約83%。在波士尼亞與赫塞哥維納則有超過100萬塞爾維亞人（主要集中於塞族共和國），為該國三大憲法民族之一。克羅埃西亞、蒙特內哥羅與北馬其頓的塞爾維亞人分別為約18.6萬、17.8萬與3.9萬人，皆享有集體族群權利；另有約9.6萬人居住於有爭議的科索沃地區。 斯洛文尼亞亦有小規模塞族少數群體，約3.6萬人。
在前南斯拉夫以外但屬其歷史遷徙區域內，塞爾維亞人在阿爾巴尼亞、羅馬尼亞（1.8萬人）、匈牙利（7,000人）獲官方認定為少數民族；在捷克與斯洛伐克亦有社群存在。

### 海外族群
全球塞爾維亞僑民超過200萬人；某些來源估計可高達400萬人。 在西歐，特別是在德國、奧地利、瑞士、法國、義大利、瑞典與英國等地，有大量塞爾維亞人社群。在歐洲以外，則以美國、加拿大、澳洲、南美洲與南部非洲為主要分布地。該僑民的形成多源於經濟或政治因素（如強迫遷移或驅逐）。
塞爾維亞人曾出現多波移民潮。第一波始於19世紀末至第二次世界大戰前夕，主因為經濟因素；大量塞人（多來自黑山、赫塞哥維納、達爾馬提亞與利卡等邊緣地區）移居美國。第二波出現在戰後，當時切特尼克與其他反共人士逃往海外，主要前往美國、澳洲，其次為英國。第三波亦為規模最大者，起始於1960年代，當時數個西歐國家與南斯拉夫簽訂協議，允許勞工赴當地工作，持續至1980年代末；主要目的地為西德、奧地利與瑞士，其次為法國與瑞典。該世代僑民常被統稱為「gastarbajteri」（源自德語 gastarbeiter，即「客工」）。這波移民導致部分塞國地區人口稀少。
1990年代後的移民潮則同時受政治與經濟因素驅動。南斯拉夫戰爭導致大量居住於克羅埃西亞與波赫的塞人離開原居地。針對塞爾維亞的國際制裁導致經濟崩潰，期間估計有約30萬人離境，其中約20%擁有高等教育背景。

## 語言
塞爾維亞族使用塞尔维亚语，属印欧语系斯拉夫语族南斯拉夫语支，是塞尔维亚-克罗地亚语的标准形式之一。标准塞爾維亞語與同样基于塞尔维亚-克罗地亚语什托方言的标准克羅埃西亞語、标准波斯尼亞語以及黑山語可互通。
塞尔维亚是全欧洲唯一仍旧使用双文制的国家，西里尔字母和拉丁字母均有使用，其中西里尔字母为该国官方文字。目前使用的塞尔维亚语西里尔字母由塞尔维亚语言学家武克·卡拉季奇于1814年设计 。拉丁字母則由柳德維特·蓋伊於1830年出版，其字母與卡拉季奇標準化的西里爾字母完全對應。
除了通用的國際詞彙外，塞爾維亞語中的借詞大多來自希臘語、德語與義大利語，而匈牙利語詞彙多出現在北部地區。
奧斯曼帝國征服塞爾維亞時期開始了與奧斯曼土耳其語的語言接觸，並在15世紀後逐漸加深。 除了土耳其語詞彙外，還透過其引入了大量阿拉伯語（如 alat「工具」、sat「小時、鐘」）和波斯語（如 čarape「襪子」、šećer「糖」）詞彙，統稱為「東方詞」（orijentalizmi）。 許多希臘語詞也經由土耳其語傳入。 奧斯曼帝國亦帶來了新興學科、行業、技術與職業的詞彙。 基督徒農民從他們前往伊斯蘭文化城市旅行中也帶回了城市詞彙。 許多土耳其詞彙現已不再被視為外來語。
法語詞彙也大量存在，尤其是在軍事相關術語中。 一個源自塞爾維亞語並在全球多種語言中通用的詞是「吸血鬼」（vampir）。

## 資料

### 一手資料
- Кунчер, Драгана.  1. Београд-Никшић: Историјски институт, Манастир Острог. 2009  [20 May 2019]. （原始内容存档于10 August 2020）.
- Moravcsik, Gyula (编).  2nd revised. Washington D.C.: Dumbarton Oaks Center for Byzantine Studies. 1967 [1949]  [7 March 2018]. ISBN 9780884020219. （原始内容存档于20 January 2023）.
- Pertz, Georg Heinrich (编). . Hanover. 1845  [20 May 2019]. （原始内容存档于27 September 2023）.
- Constantine VII Porphyrogenitus.  Reiske, J. J. Impensis E. Weberi. 1840.
- Scholz, Bernhard Walter (编). . University of Michigan Press. 1970  [20 May 2019]. ISBN 0472061860. （原始内容存档于27 September 2023）.
- Шишић, Фердо (编). . Београд-Загреб: Српска краљевска академија. 1928.
- Thurn, Hans (编). . Berlin-New York: De Gruyter. 1973  [20 May 2019]. ISBN 9783110022858. （原始内容存档于27 September 2023）.
- Живковић, Тибор.  2. Београд-Никшић: Историјски институт, Манастир Острог. 2009  [20 May 2019]. （原始内容存档于1 May 2019）.

### 二手資料
- Albala, Ken. . Santa Barbara, California: ABC-CLIO. 2011  [3 October 2020]. ISBN 978-0-313-37626-9. （原始内容存档于27 September 2023）.
- Bataković, Dušan T. . Paris: Dialogue. 1996  [10 May 2019]. ISBN 9782911527104. （原始内容存档于15 January 2023）.
- Bataković, Dušan T. (编).  [History of the Serbian People]. Lausanne: L'Age d'Homme. 2005  [10 May 2019]. ISBN 9782825119587. （原始内容存档于23 January 2023） （法语）.
- Bédé, Jean Albert; Edgerton, William Benbow. . New York, NY: Columbia University Press. 1980  [3 October 2020]. ISBN 978-0-231-03717-4. （原始内容存档于27 September 2023）.
- Ćirković, Sima. . Malden: Blackwell Publishing. 2004. ISBN 9781405142915.
- Calic, Marie–Janine. . Cambridge, Massachusetts: Harvard University Press. 2019  [22 January 2020]. ISBN 978-0-67498-392-2. （原始内容存档于27 September 2023）.
- Ćorović, Vladimir. . . Belgrade: Јанус. 2001 [1997]  [1 October 2023]. （原始内容存档于6 June 2019） （塞尔维亚语）.
- Cox, John K. . Westport, Connecticut: Greenwood Press. 2002. ISBN 9780313312908.
- Curta, Florin. . Cambridge: Cambridge University Press. 2001  [20 May 2019]. ISBN 9781139428880. （原始内容存档于27 September 2023）.
- Curta, Florin. . Cambridge: Cambridge University Press. 2006.
- Cvetković, Vladimir. Casiday, Augustine , 编. . London: Routledge. 2012  [3 October 2020]. ISBN 978-1-136-31484-1. （原始内容存档于27 September 2023）.
- Djordjević, Ljubica; Zaimi, Zenajda.  (PDF). Journal on Ethnopolitics and Minority Issues in Europe. 2019, 18 (1): 53–69  [28 October 2020]. （原始内容存档 (PDF)于14 July 2020）.
- Fine, John Van Antwerp Jr. . Ann Arbor, Michigan: University of Michigan Press. 1991 [1983]  [20 May 2019]. ISBN 0472081497. （原始内容存档于15 January 2023）.
- Fine, John Van Antwerp Jr. . Ann Arbor, Michigan: University of Michigan Press. 1994 [1987]  [20 May 2019]. ISBN 0472082604. （原始内容存档于15 January 2023）.
- Fotić, Aleksandar. . . New York: Infobase Publishing. 2008a: 517–519  [25 October 2015]. ISBN 9781438110257. （原始内容存档于14 January 2023）.
- Fotić, Aleksandar. . . New York: Infobase Publishing. 2008b: 519–520  [25 October 2015]. ISBN 9781438110257. （原始内容存档于14 January 2023）.
- Hoare, Marko Attila. . Ramet, Sabrina P.; Listhaug, Ola  (编). . London, England: Palgrave Macmillan. 2011: 201–224. ISBN 978-0-23034-781-6.
- Halpern, Joel Martin. . Columbia University. 1956.
- Ivić, Pavle (编). . Edgware: Porthill Publishers. 1995  [7 March 2018]. ISBN 9781870732314. （原始内容存档于27 September 2023）.
- Jelavich, Barbara.  1. Cambridge University Press. 1983a  [7 March 2018]. ISBN 9780521252492. （原始内容存档于23 January 2023）.
- Jelavich, Barbara.  2. Cambridge University Press. 1983b. ISBN 9780521274593.
- Judah, Tim. . New Haven: Yale University Press. 2000  [25 October 2015]. ISBN 978-0-300-08507-5. （原始内容存档于27 September 2023）.
- Judah, Tim. . New Haven: Yale University Press. 2002  [25 October 2015]. ISBN 978-0-300-09725-2. （原始内容存档于11 January 2023）.
- Katić, Tatjana. . Beograd: Srpski genealoški centar, Centar za osmanističke studije. 2012  [10 May 2019]. （原始内容存档于5 April 2023）.
- Komatina, Predrag.  (PDF). Београдски историјски гласник: Belgrade Historical Review. 2014, 5: 33–42  [4 February 2022]. （原始内容存档 (PDF)于4 February 2022）.
- Miller, Nicholas J. . Pittsburgh: University of Pittsburgh Press. 1997. ISBN 9780822939894.
- Miller, Nicholas J. .  3. Santa Barbara, California: ABC-CLIO. 2005: 529–581  [25 October 2015]. ISBN 9781576078006. （原始内容存档于21 January 2023）.
- Nomachi, Motoki.  (PDF). Slavic Eurasian Studies. 2015, 28  [1 October 2023]. （原始内容存档 (PDF)于5 October 2023）.
- Pavlowitch, Stevan K. . London: Hurst & Company. 2002  [7 March 2018]. ISBN 9781850654773. （原始内容存档于23 January 2023）.
- Pavlowitch, Stevan K. . New York: Columbia University Press. 2008  [7 March 2018]. ISBN 9780231700504. （原始内容存档于20 July 2023）.
- Sollars, Michael David; Jennings, Arbolina Llamas. . New York, NY: Infobase Publishing. 2008  [3 October 2020]. ISBN 978-1-4381-0836-0. （原始内容存档于27 September 2023）.
- Živković, Tibor; Bojanin, Stanoje; Petrović, Vladeta (编). . Athens: Center for Studies of Byzantine Civilisation. 2000.
- Живковић, Тибор. . Београд: Историјски институт САНУ, Службени гласник. 2000  [3 October 2020]. ISBN 9788677430221. （原始内容存档于27 September 2023）.
- Živković, Tibor. . Београд: Историјски институт САНУ, Службени гласник. 2002  [3 October 2020]. ISBN 9788677430276. （原始内容存档于27 September 2023）.
- Живковић, Тибор. . Београд: Историјски институт САНУ, Службени гласник. 2004  [3 October 2020]. ISBN 9788677430443. （原始内容存档于27 September 2023）.
- Живковић, Тибор. . Београд: Завод за уџбенике и наставна средства. 2006. ISBN 9788617137548.
- Živković, Tibor.  (PDF). Historical Review (Belgrade: The Institute for History). 2007, 55: 23–29  [7 March 2018]. （原始内容 (PDF)存档于24 March 2018）.
- Živković, Tibor. . Belgrade: The Institute of History, Čigoja štampa. 2008  [7 March 2018]. ISBN 9788675585732. （原始内容存档于27 September 2023）.
- Živković, Tibor. . Belgrade: The Institute of History. 2012  [30 December 2018]. （原始内容存档于13 February 2021）.
- A ́goston, Ga ́bor; Masters, Bruce Alan. . Infobase Publishing. 2010. ISBN 9781438110257.
- Riley-Smith, Jonathan. . Oxford University Press. 2001. ISBN 9780192854285.
- Rodriguez, Junius P. . ABC-CLIO. 1997. ISBN 9780874368857.
- Kia, Mehrdad. . ABC-CLIO. 2011. ISBN 9780313336928.
- Yeomans, Rory. . Boydell & Brewer. 2015  [3 October 2020]. ISBN 9781580465458. （原始内容存档于27 September 2023）.
- Kallis, Aristotle. . Routledge. 2008. ISBN 9781134300341.
- Bartulin, Nevenko. . BRILL. 2013. ISBN 9789004262829.
- Charny, Israel. . ABC-CLIO. 1999. ISBN 9780874369281.
- Blagojević, Miloš. . TRZ "Vajat," IRO "Beograd," 1989. 1989  [30 June 2021]. （原始内容存档于27 September 2023）.
- Levy, Michele Frucht. . Nationalities Papers. 2009, 37 (6): 807–837. S2CID 162231741. doi:10.1080/00905990903239174.
- Dulić, Tomislav. . Journal of Genocide Research. 2006, 8: 255–281. S2CID 242057219. doi:10.1111/nana.12433.
- Payne, Stanley G. . Totalitarian Movements and Political Religions. 2006, 7 (4): 409–415. S2CID 144782263. doi:10.1080/14690760600963198.